# Deonomástica
La deonomástica es la rama de la lexicología que estudia las unidades creadas por lexicalización de un nombre propio o por otros procesos de formación léxica que integran esta categoría, sea como base de derivación lingüística o como elemento compositivo. Es una línea de investigación que ha suscitado el interés de lexicólogos con distintos intereses, desde los que investigan sobre el léxico dialectal hasta aquellos especialistas en terminografía. 

## Origen del término
Enzo La Stella (1982) emplea esta palabra en su importante Dizionario Storico di Deonomastica (1982), obra que completa la de Bruno  Migliorini: Dal nome proprio al nome comune (1927). Hasta comienzos de los años ochenta no se produce la recuperación de esta línea de investigación por iniciativa de romanistas cuyos trabajos anuncian nuevos horizontes de la deonomástica. 

## Distribución por dominios léxicos (datos históricos)
Esta disciplina  pone en  conexión el saber lingüístico y el enciclopédico, por ello conviene estructurar el corpus en campos que faciliten el descubrimiento de las motivaciones que han dado lugar a la creación léxica, por ejemplo, los científicos atribuyen objetivamente grandes méritos a los referentes iniciales que dan nombre a las distintas nomenclaturas. Su historia se sustenta en los hechos comprobados.
Fuera del ámbito científico las voces que proceden de nombres propios se ajustan de forma más laxa a la veracidad de los hechos, puesto que la historia de los referentes iniciales puede circular más libremente en la fase de construcción de los prototipos, incluso estos pueden estar sometidos a cambios, según la época y el nivel sociocultural del hablante. 
- El ser humano
  - Tipos humanos: un adonis, un judas, un mecenas, una maruja.
  - El cuerpo humano (nombres populares de la anatomía y de patologías): juanete, adrián, catalinas.
  - La indumentaria y los adornos de uso personal: chaqueta, rebeca, macferlán.
  - Tejidos: anascote, batista, tocuyo.
  - Experiencias y comportamientos individuales y colectivos: babel, maratón, odisea.
  - Actividades artísticas y lúdicas.  Los muñecos: bádminton, judas, rigodón.
  - Instrumentos musicales: bandoneón, saxofón.
  - Monedas, billetes, y otros términos de las Ciencias Económicas: amadeo, napoleón, sucre.
  - Elementos y términos de transporte: tílburi, faetón. Marcas: barreiros, claxon.
  - Objetos diversos de uso profesional o doméstico: condón, birome, bisturí, bayoneta.
  - Los colectivos y sus centros: academia, bernardo.
  - Los espacios y sus elementos decorativos: lazareto, galería, pantano.
  - La comunicación oral y escrita: atlas, calambur, zarzuela.
  - Alimentos sólidos y líquidos: bartolillo, borgoña, magdalena.
- Los vegetales y sus procesos naturales: adonis, agave, buganvilla.
- Los animales: chancho, faisán, periquito, medusa.
- La tierra (minerales y rocas): amazonita, andesita, biotita.
- Otros términos científicos
  - Microorganismos: brucella, eimeria.
  - Elementos, sustancias químicas y extractos: nicotina, bencina, brucina.
  - Unidades de medida: balmer, fresnel, brewster.
  - Nombres científicos de las patologías y sus remedios: agripa, sífilis.

## Procesos de apelativización
- Metonimias alusivas al lugar del descubrimiento: alabamio, asfalto, californio, escandio, europio, etc.
- Metonimias alusivas  a investigadores a los que se rinde  homenaje: abelita, baquelita, fermio.
- Antonomásias: un caco, una mesalina.
- Metáforas populares o científicas: un pepito, mercurio.
- Nominalizaciones de adjetivos relacionales de origen onomástico: atropina, bencina.
- Nominalizaciones por elipsis: amoniaco, aparicio.
- Compuestos sintagmáticos:  aceite de Agripa, agua tofana.

Ha de tenerse en cuenta que el estudio histórico de los epónimos surgidos de las referencias de ejemplaridad confirma el cambio de prototipos a través del tiempo y discrepancias en cuanto a la valoración de unos y otros; así, la clase de los hombres ricos  ha estado representada  por distintos personajes a lo largo de la historia, lo que explica la condición de arcaísmo de algunos sinónimos:  los Midas y los Fúcar de antaño fueron desplazados  por los Rothschild, fundadores de bancos a finales del siglo XVIII.
Por otra parte, la metonimia se aplica con regularidad en las áreas científicas y comerciales. La principal diferencia respecto de la metáfora estriba en que   la metonimia se proyecta entre realidades de un mismo dominio, mientras que la metáfora conecta dominios diferentes. Los tipos de vínculos han sido descritos suficientemente por distintos especialistas, que suelen coincidir al señalar las relaciones de causa a efecto, continente a contenido, lugar de procedencia a cosa que de allí procede, materia a objeto, signo a cosa significada, abstracto a concreto, genérico a específico.

## Deonomástica multilingüe
El principal  objetivo de esta línea de trabajo es investigar sobre los procesos de internacionalización y variación del léxico de origen onomástico. Desde la perspectiva de la lingüística contrastiva es fundamental diferenciar entre la lexicalización directa y los procesos indirectos o de préstamo: ing. sandwich -> sándwich o sandwich (fr., esp., gall., eusk., etc.). sandvitx (cat.), sandviş (rum.), sanduíche (f. port.; m. p. br.), sande, sandes (port. eur. informal), サンドイッチ (jap.).
La  lexicalización de los nombres propios es un mecanismo que ha resultado muy rentable en la creación de la nomenclatura científica. De este modo se han creado términos que designan sustancias, unidades de medida, enfermedades, minerales  y otros hipónimos de interés científico, pertenecientes a lenguajes especializados que grupos reducidos  de expertos han ido enriqueciendo. Dentro de estos campos de investigación se cierra o reduce  la posibilidad de polisemia, incluso de aquellas palabras que han podido  pasar a la lengua general: son unívocos amperio, ampère o ampere (nomenclatura internacional); voltio o volt (nomenclatura internacional). 

## Deonomástica de la lengua estándar y deonomástica dialectal
Merece un análisis pormenorizado la deonomástica dialectal, que se ha ido constituyendo sobre la base de las tradiciones locales y de los referentes más cercanos o popularizados. La internacionalización y la dialectalización son dos tendencias opuestas en la lexicogénesis de las lenguas.
Español: maría garcía, maría- palito, maría- seca. Portugués: maria- rita, maria- sanches, maria- seca, maria- velha, entre otras voces restringidas  geográficamente.
En español, garcía ‘zorro, raposo’ es lexicalización dialectal del antiguo nombre de pila, hoy apellido. Es sabido que cada comunidad ha elegido sus referentes iniciales conforme a la experiencia y la sensibilidad del alma colectiva (DHD).

## Deonomástica de la lengua elaborada y deonomástica del registro coloquial
Es comprensible que la deonomástica de especialidades científicas y técnicas responda a distintas necesidades y actitudes comunicativas respecto de las observadas en la oralidad o en la literatura; sin embargo, no se ha tratado en profundidad qué motivos han llevado a científicos, literatos o iletrados a optar por la lexicalización del nombre propio entre las múltiples posibilidades de la neología (DHD).En ámbitos científicos y técnicos la neología deonomástica responde a intereses comunicativos muy diferentes respecto de los que se manifiestan en el discurso literario o en situaciones de familiaridad. 
- Términos científicos y técnicos alusivos a  lugares y a inventores relevantes, y en el pasado a personajes mitológicos: vatio o watt (esp.,  gall.), vátio (port.),  watt ( cat., fr., it., ing. , eusk., rum.), ワット(Japón.), entre otras lenguas.
- Voces del registro coloquial del español: judas, juan, maría, barbie.
- Voces  literarias: dulcinea,  robinsón.

En la lengua estándar se han integrado numerosas palabras de esta procedencia, a menudo transmitidas por vías comerciales: coñac (esp., gall.), conyac (cat.),  conhaque (port.), cognac (fr., it., ing.), coniac (rum.), koñak (eusk.).